# ヤクシン
株式会社ヤクシンは、かつて存在した医薬品・衛生材料の卸売を中心とする日本の企業。福岡県及び長崎県の2県を地盤としていた。2007年に合併して、東邦薬品の共創未来グループの一社「九州東邦株式会社」となった。

## 概要
- 福岡県の流通関係は九州の管理中枢的な役割を受持ち、全九州に支店出張所網を持つ形態が多い。卸業社も管理・流通両面から自己の県以外に営業所を多く配置する企業が多数ある。薬業問屋の集った福岡県は1938年（昭和13年）頃に「福岡県医薬品卸業商業組合」が設立される。次いで「福岡県衛生材料卸商業組合」が重複するかたちで設立される。やがて2つの組合は合併へ進む。
- 1937年（昭和12年）の日華事変の戦火は激しく、第一線への軍需に追われて国内民間への自給への対応が厳しく制限される。やがて第二次世界大戦に突入した1941年（昭和16年）末以降は急激に統制経済の枠の中にはいることになり「福岡県医薬品配給株式会社」が設立され、終戦まで統制配給業務に専念することになる。1945年（昭和20年）8月の敗戦を迎えて福岡中心部は焦土化し「統制会社」は解散され、新しく戦後の活動に入っていく。
- 松井規（松井薬品）・良永次助（良永同仁堂）は、ないものづくしの中から、かねてからの取引を重点にメーカーよりの集荷販売業務を実施するとともに、率先して配給機構づくりに協力する。大阪・東京への生命がけの列車出張や、奪い合いの世相の中で適正な配給のための寝食を忘れた活動をした。
- 1948年（昭和23年）「福岡県医薬品配給株式会社」設立され、松井規は監査役となる。続いて同年「福岡県薬品販売株式会社」設立にさいしては、良永次助が監査役に就任。「福岡県衛材販売株式会社」設立には、松井規は監査役に就任。戦後の福岡県の医薬品配給に尽力する。
- 1950年（昭和25年）9月に3統制会社は解散し、1952年（昭和27年）3月清算会議開催。終戦後の混乱期を抜けた医薬品卸業の「松井薬品」「良永同仁堂」であったが、悪性インフレに悩まされることとなる。各地の卸業社倒産である。それを抜け出した後、朝鮮事変が始まり、生々しい爆音を近くの空軍基地で体験する。物さえあれば金になった統制時代からやがて乱売合戦が各地で始まり、苦しい経営が続く。国民皆保険制度導入により医療用医薬品は著しく急上昇する。1966年（昭和41年）12月福岡県で4ブロックに分かれていた業社が大同団結し「福岡県医薬品卸業協会」が発足し、筑豊地区の代表として松井規が就任する。
- 松井薬局・卸部門から分離独立した「松井薬品」は、「筑豊薬品」「ケンコー」と移り変わり「良永同仁堂」は「良和薬品」となり「若狭薬品」と3社が合併し福岡県ではベスト5に入る医薬品卸業者「ヤクシン」となる。
- 1993年（平成5年）6月の役員改選により、若狭範隆(ヤクシン)が会計理事に就任する。
- しかし、昭和50年代半ば以降は大型合併が相次ぎ、年間売り上げ100億円から500億円へ、そして1000億円を目指した再編が進んでいくこととなる。「ヤクシン」もさらなる大型卸へとなるべく熊本県の「鶴原吉井」との合併に踏み切った（これ以降は九州東邦を参考）。

## 会社概要
- 本社：福岡県福岡市東区箱崎ふ頭3-4-46
- 設立：1914年（大正3年）7月1日創立
- 資本金：3億8,950万円
- 代表取締役社長：若狭範隆
- 売上高：300億円
- 従業員：300名

## 沿革
- 1914年（大正3年）7月1日 - 「若狭薬局」を開設。
- 1948年（昭和23年）8月 - 「株式会社若狭商店」設立。
- 1966年（昭和41年）5月 - 「若狭薬品株式会社」に社名変更。
- 1989年（平成元年）5月 - 「若狭薬品株式会社」を存続会社として福岡県嘉穂郡庄内町の「株式会社ケンコー」及び同県大牟田市の「良和薬品株式会社」と三社対等合併し、社名を「株式会社ヤクシン」に改称。
- 1990年（平成2年）4月 - 山口県の下関営業所を山口県に本社を置く末永天正堂に譲渡し、末永天生堂の福岡県の北九州営業所を譲受する。
- 2001年（平成13年）8月 - 東京都の東邦薬品株式会社と業務提携。
- 2002年（平成14年）9月 - 共創未来グループコンピューターシステム共同利用開始。
- 2003年（平成15年）2月 - 東邦薬品株式会社と資本提携。
- 2007年（平成19年）4月1日 - 「鶴原吉井株式会社」と合併し（存続会社は「鶴原吉井」）、「九州東邦株式会社」と商号変更。

## 営業所
（福岡事業部）
- 本社・福岡支店、飯塚支店、北九州支店、福岡西支店、福岡南支店、物流センター、八幡支店、飯塚支店、大牟田支店、久留米支店、田川支店、田川支店 血液センター、豊前支店、宗像営業所

（長崎事業部）
- 壱岐出張所、対馬営業所

## 関連会社
- 株式会社ユース
  - 福岡県福岡市東区箱崎ふ頭3丁目4番46号
  - 代表取締役社長　山﨑泰通
  - 資本金1,000万円
  - 1994年（平成6年）10月17日設立